# Церковь Покрова Пресвятой Богородицы (Гатчина)

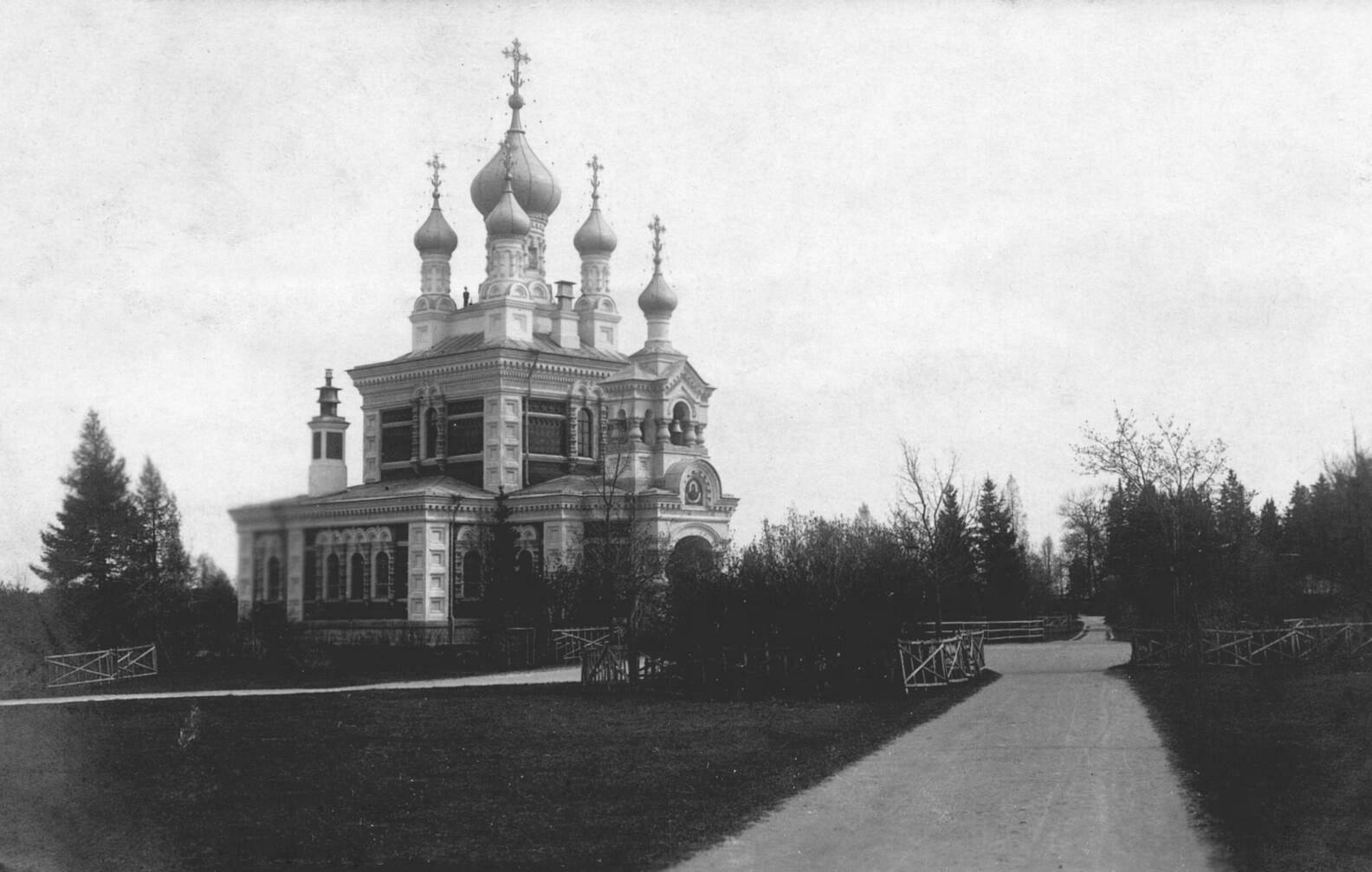
Фото 1910 года

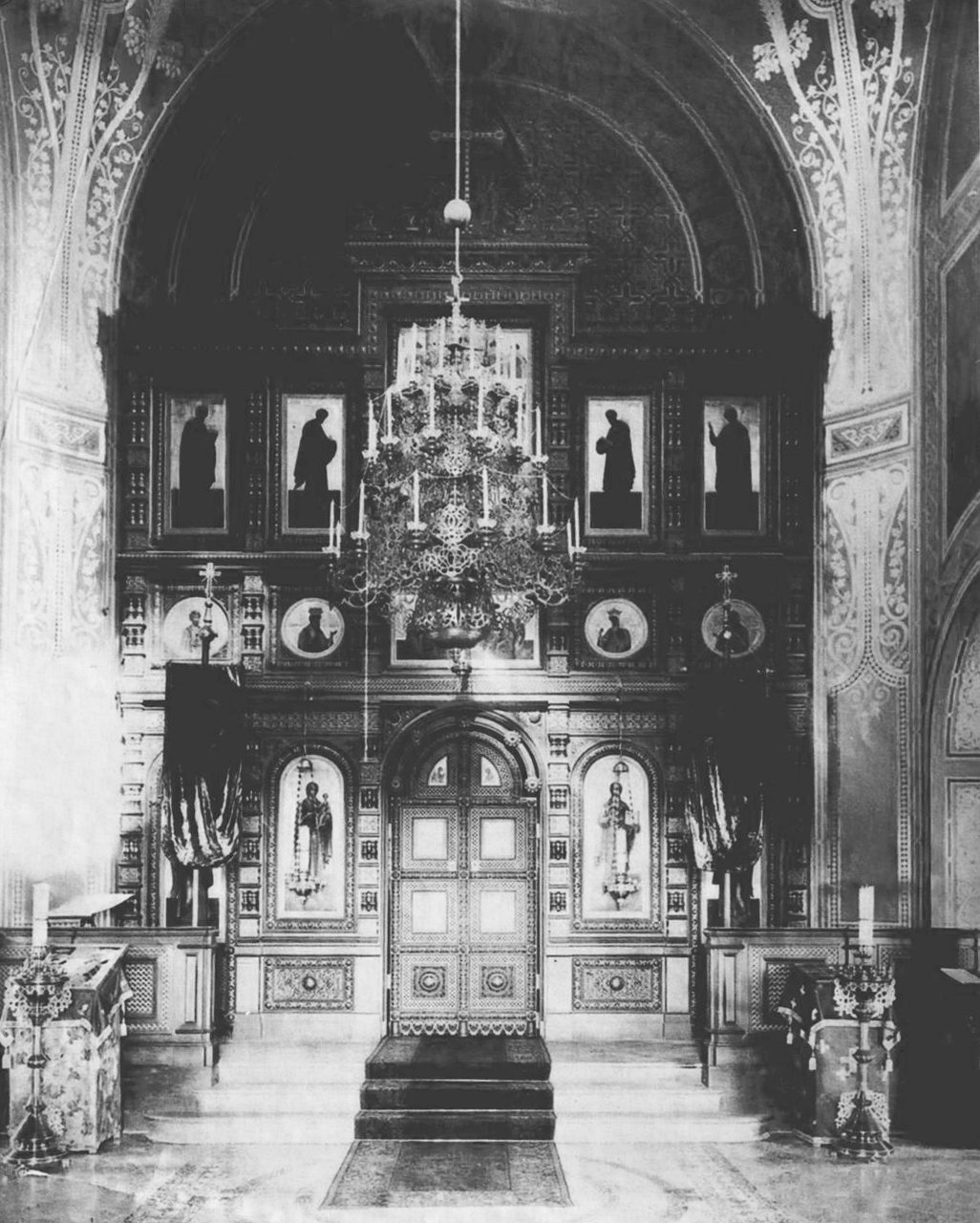
Интерьер церкви. Фото 1890-х годов

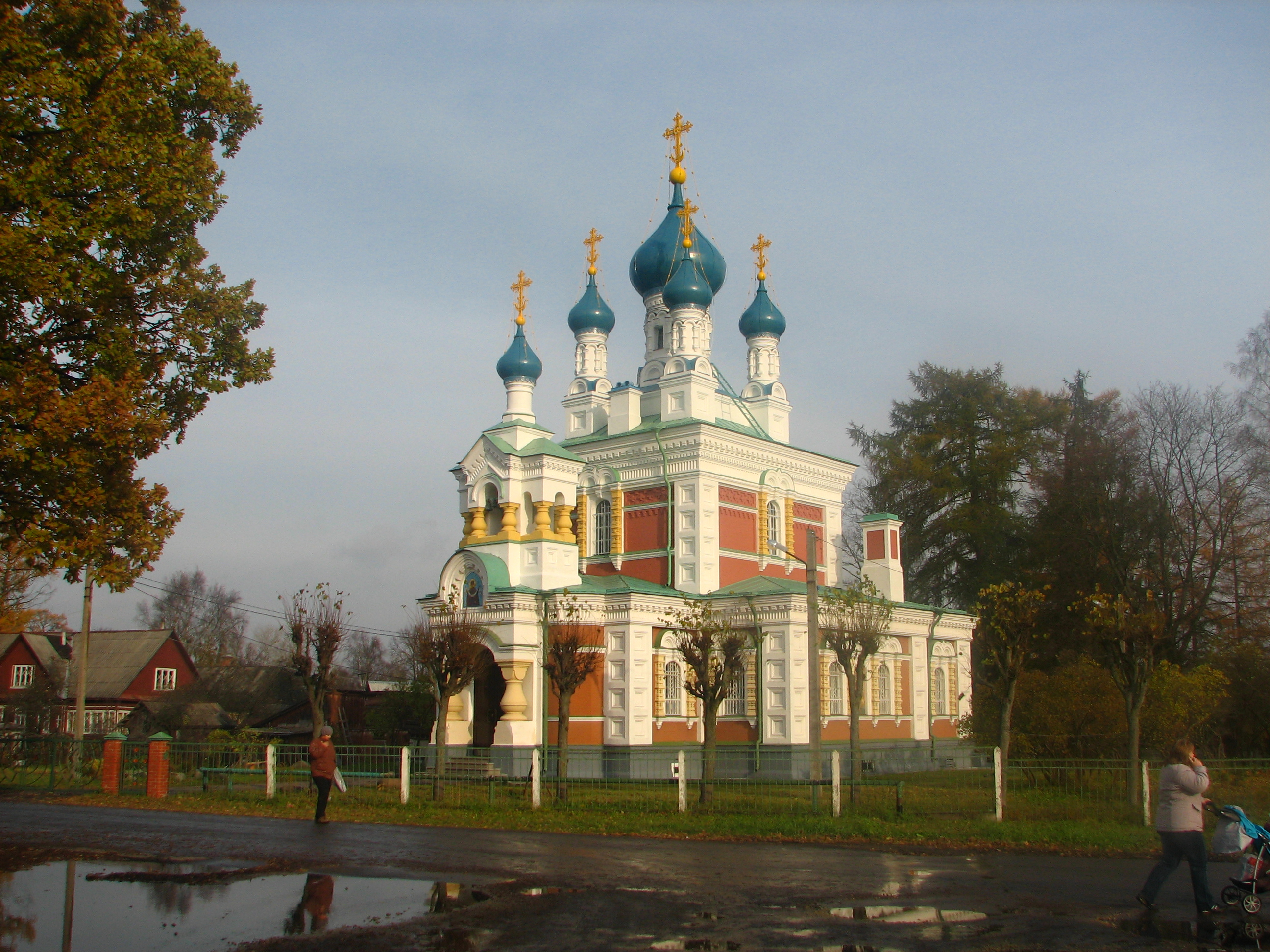
Фото 2010 года

Церковь Покрова Пресвятой Богородицы — православная церковь в Гатчине (в Мариенбурге).
Храм относится к Гатчинской епархии Русской православной церкви, входит в Гатчинское благочиние. Настоятель — протоиерей Антоний Антипов.

## История
Покровская церковь была заложена 25 мая 1886 года в Егерской слободе духовником Их Императорских Величеств протопресвитером Иоанном Янышевым и строилась по проекту академика архитектуры Давида Ивановича Гримма. Спустя два года — 20 ноября 1888 года церковь была торжественно освящена в присутствии Императора Александра III тем же протопресвитером Иоанном Янышевым. Служила приходским храмом Императорской Охоты (придворных егерей).
В храме находился роскошный трёхъярусный резной иконостас, изготовленный из тёмного дуба на петербургской фабрике Е.Шредера.
15 марта 1918 года церковь, до этого состоявшая в придворном ведомстве, была переведена в ведение епархиального духовества.
Церковь была закрыта по постановлению ВЦИК от 2 марта 1933 года, а всё её внутреннее убранство было разграблено или уничтожено.
После оккупации Гатчины немецкими войсками, с октября 1941 года в ней возобновились богослужения. В храме был установлен временный фанерный иконостас, в августе 1952 года заменённый на новый (более художественный) переданный из церкви СПб Духовной семинарии и находящийся в Покровской церкви доныне.
После проведённого в храме ремонта Покровская церковь была вновь торжественно освящена 14 января 1952 года благочинным Пригородного округа прот. Александром Мошинским.
В 1957 году, при настоятеле протоиерее Петре Белавском, вокруг храма была сделана новая ограда, а в 1959 году в ней был выстроен деревянный церковный дом.
У алтаря храма погребены: протоиерей Василий Левитский (1851—1914), настоятель храма с 1896 года до кончины, протоиерей Петр Белавский(1892—1983), служивший в храме до последних дней жизни на правах почётного настоятеля, и старейший ленинградский протоиерей Иоанн Преображенский (1915—1991), никогда не являвшийся клириком Покровской церкви, но духовно близкий протоиерею Петру Белавскому.
В храме находится икона «Взыскание погибших», список с иконы, хранящейся в Раковском Свято-Троицком монастыре. На иконе имеется надпись, что она «сооружена» 31 октября 1888 года усердием настоятельницы Свято-Троицкого Раковского монастыря игуменьи Анатолии с сестрами в память чудесного избавления Александра III и его семьи «от опасности при крушении поезда».

## Духовенство
| Настоятели церкви                | Настоятели церкви                                |
| Даты                             | Настоятель                                       |
| -------------------------------- | ------------------------------------------------ |
| 7 ноября 1888 — 10 января 1896   | протоиерей Николай Кедринский (1853—1935)        |
| 2 февраля 1896 — 18 мая 1914     | протоиерей Василий Левитский (1851—1914)         |
| май 1914—1915                    | протоиерей Иоанн Орлов                           |
| 1915 — 9 декабря 1915            | священник Василий Бренёв                         |
| 9 декабря 1915 — на 1919         | протоиерей Алексий Ливанский (1871 — после 1919) |
| … — апрель 1933                  | священник Иоанн Гриднёв (…—1938)                 |
| 1933—1941                        | храм не действовал                               |
| октябрь 1941 — февраль 1942      | священник Иоанн Пиркин (…—1944)                  |
| март 1942 — 6 апреля 1945        | священник Василий Апраксин (1891—1962)           |
| 27 июля 1945—1947                | протоиерей Николай Телятников (1865—1950-е)      |
| 29 апреля 1947 — 27 января 1948  | протоиерей Вячеслав Веригин (1886—1958)          |
| 11 марта 1948 — 1 сентября 1949  | протоиерей Иоанн Андреев (1898—1968)             |
| 16 августа 1949 — 2 февраля 1953 | протоиерей Анатолий Каменев (1867—1955)          |
| 20 февраля 1953 — 3 июня 1955    | протоиерей Иоанн Андреев (1898—1968)             |
| 10 июня 1955 — 3 мая 1976        | протоиерей Пётр Белавский (1892—1983)            |
| 3 мая 1976—1989                  | архимандрит Кирилл (Начис) (1920—2008)           |
| 1989—1991                        | игумен Алексий (Макринов) (род. 1946)            |
| 1991—1996                        | иеромонах Никита (Марков) (род. 1955)            |
| 6 апреля 1996 — 27 января 2013   | протоиерей Анатолий Павленко (1966—2013)         |
| февраль 2013 —                   | иерей Александр Тихомиров (род. 1976)            |

## январь 2017 -                        протоиерей Антоний Антипов
|  |  |  |  |
|  |  |  |  |
|  |  |  |  |